# Kościół Matki Bożej Wspomożycielki Wiernych w Swarzędzu
Kościół Matki Bożej Wspomożycielki Wiernych w Swarzędzu – rzymskokatolicki kościół parafialny należący do parafii pod tym samym wezwaniem (dekanat swarzędzki archidiecezji poznańskiej). Znajduje się przy ulicy Poznańskiej, przy cmentarzu parafialnym.
Świątynia pierwotnie była kaplicą cmentarną. W dniu 28 czerwca 1974 roku, dekretem arcybiskupa Antoniego Baraniaka został przy niej utworzony Ośrodek Duszpasterski. W związku z tym, w 1975 roku zostały wykonane niezbędne prace, m.in. przerobiono łuk nad prezbiterium, piwnicę - kostnicę przerobiono na zakrystię, zostały powiększone okna w prezbiterium i założono witraże, została zamontowana nowa chrzcielnica. 11 grudnia 1976 roku Wojewódzki Wydział do Spraw Wyznań wyraził zgodę na rozbudowę kaplicy. 3 czerwca 1978 roku rozpoczęły się wykopy pod rozbudowę świątyni. 24 maja 1981 roku dotychczasowy ośrodek duszpasterski został przekształcony w samodzielną parafię. 20 grudnia 1981 roku na ścianie kościoła została umieszczona figura Matki Bożej Wspomożycielki Wiernych, która została poświęcona przez ks. proboszcza Stanisława Wojtaska. 28 listopada 1982 roku został poświęcony nowy krzyż w świątyni. 31 marca 1983 roku został założony nowy stół ołtarzowy.